# Хирата, Пётр Сабуро
Пётр Сабуро Хирата (яп. ペトロ平田三郎 пэторо хирата сабуро:) PSS (18.08.1913 г., Япония — 5.08.2007 г., Фукуока, Япония) — католический прелат, первый епископ Оиты с 22 декабря 1961 года по 15 ноября 1969 год, епископ Фукуоки с 15 ноября 1969 года по 6 октября 2007 год, член монашеской конгрегации сульпицианцев.

## Биография
После получения богословского образования в Париже Пётр Сабуро Хирата 29 июня 1939 года был рукоположён в священника. В 1941 году вступил в монашескую конгрегацию сульпицианцев, после чего возвратился в Японию, где стал преподавать в католической семинарии в городе Фукуока.
22 декабря 1961 года Римский папа Иоанн XXIII назначил Петра Сабуро Хирату епископом Оиты. 26 марта 1962 года состоялось рукоположение Петра Сабуро Хираты в епископа, которое совершил апостольский нунций в Японии архиепископ Доменико Энричи в сослужении с архиепископом Нагасаки Павлом Айдзиро Ямагути и епископом Фукуоки Домиником Сэнюмоном Фукахори.
Участвовал в работе I, II, III и IV сессиях Второго Ватиканского собора.
15 ноября 1969 года Петр Сабуро Хирата был назначен епископом Фукуоки.
6 октября 1990 года подал в отставку. Скончался 5 августа 2007 года в городе Фукуока.